# Richard Marx
Pour les articles homonymes, voir Marx.
Richard Noel Marx est un auteur-compositeur-interprète et producteur américain, né le 16 septembre 1963 à Chicago (Illinois). Pendant les années 1980 et 1990, il sort plusieurs tubes tels que Right Here Waiting, Hazard et Hold On to the Nights.
Bien qu'il ait rencontré le succès principalement avec des ballades, beaucoup de ses chansons ont un son plus rock, comme Don't Mean Nothing, Should've Known Better, Satisfied ou Too Late to Say Goodbye. Il a été le premier artiste aux États-Unis à classer les sept premiers extraits de ses albums dans le top 5 du Billboard.

## Biographie

### Enfance et premiers succès
Richard Marx commence sa carrière comme musicien à l'âge de cinq ans, en chantant des petites chansons écrites par son père, Dick, pour des spots publicitaires du beurre de cacahuètes de Peter Pan et Nestlé Crunch.[réf. souhaitée]
À dix-sept ans, il vit dans sa banlieue de Chicago quand Lionel Richie découvre une de ses démos. Il pense alors que Richard Marx pourrait faire un succès, et lui dit : « Je ne peux rien te promettre, mais tu dois venir à Los Angeles ». Après avoir reçu son diplôme à la fin du lycée, Richard décide de lui rendre visite et part à Los Angeles. « Il était en train d'enregistrer son premier solo album, et il avait des problèmes avec les harmonies », se souvient-il. « Il m'a dit : Essaye cette partie-là. Cela a marché, et j'ai finalement chanté sur son album ». Il participe ainsi aux chœurs des chansons You Are, All Night Long et Running with the Night.
Il inaugure alors une période de plusieurs années pendant lesquelles il se rend aussi souvent que possible en studio d'enregistrement. Son enthousiasme et sa présence l'aident à trouver plusieurs occasions de travailler avec des artistes telles que Madonna et Whitney Houston, puis de servir de compositeur. En 1984, il écrit ainsi pour Kenny Rogers après avoir appris qu'il avait besoin d'une nouvelle chanson. En quelques jours, il compose et fait parvenir la démo de Crazy à Kenny Rogers qui l'enregistre, ainsi qu'une autre chanson de Richard Marx, What About Me, avec James Ingram et Kim Carnes. Les deux chansons ont beaucoup de succès et se placent numéro 1 dans les charts country. Il travaille ensuite avec le producteur David Foster et écrit plusieurs chansons pour Freddie Jackson et le groupe Chicago.
Il continue cependant à chercher un contrat pour son propre album, sa démo lui ayant été retournée par toutes les compagnies. Toutes, jusqu'à ce que, quatre ans après son arrivée à Los Angeles, le président d'EMI/Manhattan Records, Bruce Lundvall, l'entende. Il sent immédiatement que Marx sera un succès et lui propose donc un contrat avec EMI/Manhattan. Il entre immédiatement en contact avec Fee Waybill et des musiciens du groupe Eagles et crée son premier album, qui sera éponyme.

### Carrière en musique

#### Premier album
En juin 1987 sort l'album Richard Marx. Plus de trois millions d'exemplaires sont vendus. Le premier extrait, Don't mean nothing, sort en juillet et se place en troisième place des charts pop. Richard Marx est le premier artiste à avoir une chanson jouée sur 117 stations de radio au niveau national dès sa première semaine de classement dans les charts. Ses deux extraits suivants, Should've Known Better (octobre 1987) et Endless Summer Nights (janvier 1988), se placent respectivement numéro 3 et numéro 2. Le quatrième extrait, Hold on to the Night, est son premier numéro 1.
Avec le succès de l'album, il devient le premier artiste masculin à avoir quatre extraits de son premier album dans le Top 3. Il embarque alors pour une première tournée mondiale de quatorze mois, tandis que son album demeure dans les charts pendant plus de dix-huit mois.
En 1988, il reçoit une nomination pour le Grammy Award de « Best male rock vocal performance » (Meilleure performance vocale rock masculine) pour Don’t Mean Nothing.

#### Repeat Offender
En mai 1989 sort Repeat Offender, son deuxième album, qui se vend à plus de cinq millions d'exemplaires. C'est le résultat de l'énergie produite pendant sa première tournée, et la plupart des morceaux étaient écrits par Richard Marx. « Quelques gens ont dit qu'ils pensaient que cette fois tout serait plus facile, et que je pourrai me détendre, mais en fait, c'est plus difficile, j'ai plus à prouver. Donc j'ai essayé de créer un album qui va plus loin que le premier », raconte-il.
Les deux premiers extraits Satisfied et Right Here Waiting se placent tous les deux numéro 1 dans les charts. Le troisième Angelia se place numéro 4, et il est devient le premier artiste solo à atteindre le Top 5 avec ses sept premières chansons.
Une autre chanson tirée de cet album Children of the Night est écrit pour l'organisation homonyme s'occupant des enfants fugueurs à Los Angeles. C'est le cinquième extrait de Repeat Offender et tous les droits ont été reversés à des œuvres de bienfaisances.
Au printemps 1989 débute sa deuxième tournée mondiale, le chanteur se produisant en Australie, au Japon, dans plusieurs pays d'Europe, au Canada et aux États-Unis jusqu'au mois d'août 1990. En 1989, il a l'occasion d'interpréter Help, la chanson des Beatles, devant le mur de Berlin.
En 1989, il reçoit sa deuxième nomination pour le Grammy pour « Best male pop vocal performance » pour la chanson Right Here Waiting.

#### Albums suivants

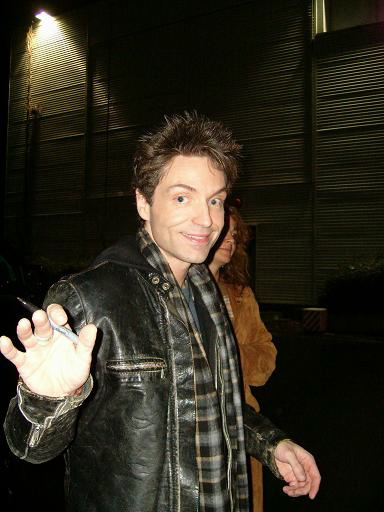
Richard Marx en 2005.

Richard Marx fait plusieurs autres albums qui n'ont pas atteint le succès de ses deux premiers. Seul l'extrait Hazard de Rush Street est devenu un hit important. L'album Paid Vacation avec son hit Now and Forever est sorti en 1994, Days in Avalon en 2000, et My Own Best Enemy en 2004.
Sa première compilation de « Greatest Hits » sort en novembre 1997. L'album contient tous ses tubes, et aussi la chanson Angel's Lullaby, qu'il a écrite pour ses enfants et dont a bénéficié la fondation SIDA de pédiatrie. L'album sort en Asie en novembre 1998, y compris les nouvelles chansons Slipping Away et Thanks to you’’.

#### Son travail avec d'autres artistes
Richard Marx chante avec la chanteuse galloise Donna Lewis, plus connue pour son hit I Love You Always Forever, dans l'extrait At the beginning tiré de la bande son du film Anastasia. Il fait des chœurs avec Madonna sur l'album True Blue, il chante avec Roch Voisine le titre Every Day of your Life / Chaque jour de ta vie sur album Flesh And Bone. Il chante également en duo avec Lara Fabian le titre Surrender to me.
Il sert comme compositeur-producteur pour beaucoup d'autres artistes, y compris Barry Manilow, Barbra Streisand, 98 Degrees, Kenny Loggins, Emerson Drive, Luther Vandross, Michael Bolton, NSYNC, Olivia Newton-John, Sarah Brightman, SheDaisy, Farnsy, Vince Gill, Hugh Jackman, Shane Minor, Josh Groban, LeAnn Rimes, Natalie Cole, Kenny Rogers, Marie Sisters, Keith Urban et Céline Dion.
En 1999, il fait deux tournées en Chine et fonde sa propre compagnie d'enregistrement, "Signal 21 Records", où il travaille sur son sixième album. Et, au Grammy Awards de 2004, il gagne le prix de la meilleure chanson de l'année, Dance with my Father, qu'il a écrite avec feu Luther Vandross.

#### Vie personnelle
Le 8 janvier 1989, Richard Marx épouse la danseuse et actrice Cynthia Rhodes qui était apparue dans le film Dirty Dancing (1987) et faisait partie du groupe Animotion en 1989[réf. nécessaire]. Ils ont trois fils : Brandon, Lucas, et Jesse[réf. nécessaire]. Ils divorcent en 2014[réf. nécessaire]. Le 23 décembre 2015, il épouse Daisy Fuentes, une actrice américaine[réf. nécessaire].
Il est également très lié avec l'acteur et ex-membre du groupe Player Ronn Moss mais également avec Bruce Gaitsch, Steve Lukather, Fee Waybill, Michael Thompson ou encore le défunt Jeff Porcaro, premier batteur de Toto (groupe), à qui il dédiera le morceau One man[réf. nécessaire].

## Influences musicales
Outre ses parents, Richard Marx dit qu'il était influencé par beaucoup d'autres artistes, y compris Sam Cooke, Elvis Presley, Billy Joel, Rod Stewart, les Doobie Brothers, The Eagles, Luther Vandross, Earth, Wind & Fire, et Gladys Knight[réf. nécessaire].

## Discographie

### Albums
- 1987 Richard Marx (#8 US)
- 1989 Repeat Offender (#1 US)
- 1991 Rush Street (#35 US)
- 1994 Paid Vacation (#35 US)
- 1997 Flesh And Bone (#70 US)
- 1997 Greatest Hits (Compilation)
- 2000 Days In Avalon
- 2004 My Own Best Enemy
- 2008 Sundown
- 2008 Emotional Remains
- 2010 Stories To Tell (album acoustique)
- 2012 Inside My Head""
- 2012 Night out with our Friends
- 2012 Christmas Spirit
- 2014 Beautiful Goodbye
- 2020 Limitless
- 2021 Stories to Tell : Greatest Hits and more (Compilation)
- 2022 Songwriter

### Singles
- Don't Mean Nothing (1987) #3 US
- Should've Known Better (1987) #3 US
- Endless Summer Nights (1988) #2 US
- Hold On to the Nights (1988) #1 US - 1 week
- Satisfied (1989) #1 US - 1 week
- Right Here Waiting (1989) #1 US - 3 weeks, #2 UK
- Angelia (1989) #4 US
- Too Late To Say Goodbye (1990) #12 US
- Children Of The Night (1990) #13 US
- Keep Coming Back (1991) #12 US
- Hazard (1992) #9 US
- Take This Heart (1992) #20 US
- Chains Around My Heart (1992) #44 US
- Now And Forever  (1994) #7 US
- The Way She Loves Me (1994) #20 US
- Until I Find You Again (1997) #42 US
- At The Beginning (avec Donna Lewis) (1997) #45 US
- When You're Gone (2004)
- Same Heartbreak Different Day (2022)
- One Day Longer (2022)
- Shame on You (2022)